# 帕蒂·佩奇
克拉·安妮·福勒（英語：Clara Ann Fowler，1927年11月8日—2013年1月1日），藝名帕蒂·佩奇（Patti Page），美國其中一位最有名的傳統流行音樂女歌手。她生前售出超過一億張唱片，在1950年代更是最暢銷的女歌手。她的綽號是「The Singin' Rage」（意指歌唱中的狂飆），往往緊隨其英文名「Miss Patti Page」以取其諧音。
佩奇在1947年跟水星唱片簽約，1948年首先憑單曲「Confess」（「坦認」）走紅，成為該唱片公司首位當紅女藝人。在1950年，「With My Eyes Wide Open, I'm Dreaming」（「張開眼發夢」）成為她第一支售出過百萬支的單曲。到1965年，她創下一共有15支單曲銷量超越百萬支的成績。
佩奇的其中一首首本名曲「Tennessee Waltz」（「田納西華爾茲」）在1950年灌錄，除了是20世紀最暢銷的單曲之一以外，也是田納西州九首官方州歌的其中一首。「Tennessee Waltz」在1950年發行時，更連續13星期高踞《Billboard雜誌》暢銷排行榜第一位。她的另外三首著名單曲「All My Love」（「我所有的愛」）、「I Went to Your Wedding」（「我出席你的婚禮」）和「(How Much Is That) Doggie in the Window」（「櫥窗裡的小狗「賣多少」」）也先後在1950年至1953年間登上同一暢銷排行榜的首位。
有別於其他流行音樂歌手，佩奇的流行樂曲大多揉合了鄉村音樂的原素，不少單曲更曾經同時登上《Billboard》鄉村音樂排行榜。踏入1970年代，佩奇開始把精力集中於創作鄉村音樂，直到1982年以前，她的作品也經常登錄各大鄉村音樂排行榜，是少有橫跨五十年都有作品登上鄉村音樂排行榜的歌手。
當搖滾音樂自1950年代中期興起的時候，傳統流行音樂的熱潮開始減退，但佩奇是少有能夠繼續在樂壇穩佔重要席位的傳統流行音樂歌手，在1960年代灌錄的著名單曲包括「Old Cape Cod」（「老鱈魚角」）、「Allegheny Moon」（「阿利根尼的月亮」）、「A Poor Man's Roses (Or a Rich Man's Gold)」（「窮人的玫瑰（或富人的黃金）」）和「Hush, Hush, Sweet Charlotte」（「靜下、靜下，親愛的夏洛特」）等。
佩奇在1997年獲薦入家鄉的奧克拉荷馬音樂名人堂，身後於2013年獲追贈格林美終身成就獎。

## 外部連結
- 帕蒂·佩奇官方網站 （页面存档备份，存于）
- 帕蒂·佩奇官方傳記 （页面存档备份，存于）
- 訪問帕蒂·佩奇 （页面存档备份，存于）
- 流行曲創作人名人堂有關帕蒂·佩奇的文章 （页面存档备份，存于）